# Clay Higgins
Glen Clay Higgins (New Orleans, 24 agosto 1961) è un politico statunitense, membro della Camera dei Rappresentanti per lo stato della Louisiana dal 2017.

## Biografia
Nato a New Orleans, Higgins prestò servizio per sei anni nei Military Police Corps, poi lavorò in una concessionaria di auto e successivamente si arruolò in polizia, fino a raggiungere il grado di capitano lavorando nell'ufficio dello sceriffo della parrocchia di Saint Landry. In queste vesti, si fece conoscere per alcuni video divenuti virali, nei quali invitava la popolazione a collaborare con le forze dell'ordine; la diffusione di tali video gli comportò il soprannome di "John Wayne cajun". Higgins lasciò il lavoro nel febbraio 2016, a causa delle polemiche conseguenti ad uno dei suoi video, nel quale utilizzava un linguaggio ritenuto offensivo e irrispettoso.
Entrato in politica con il Partito Repubblicano, nello stesso anno si candidò alla Camera dei Rappresentanti per il seggio lasciato da Charles Boustany e riuscì a farsi eleggere deputato.
Anche da membro del Congresso, Higgins continuò ad alimentare polemiche: in un post su Facebook scrisse che i sospetti islamici radicalizzati dovrebbero essere tutti ricercati ed uccisi; un mese dopo fu aspramente criticato per aver postato su YouTube un video di cinque minuti girato all'interno del campo di concentramento di Auschwitz, giudicato fuori luogo ed inappropriato.